# Vladimir Semionov (hockey sur glace)
Pour les articles homonymes, voir Semionov.
Vladimir Gueorguievitch Semionov - en russe : Владимир Георгиевич Семёнов et en anglais : Vladimir Semenov - (né le 30 juillet 1953 à Pavlovski Possad en URSS) est un joueur professionnel russe de hockey sur glace devenu entraîneur.

## Biographie
Il a débuté dans le club de sa ville natale avant de jouer au HK Spartak Moscou, au Kristall Saratov et au HK Dinamo Moscou. Il met un terme à sa carrière en 1985. En 1994, il devient entraîneur-assistant du HK Dinamo Moscou. Il a dirigé les équipes suivantes :
- HK Dinamo Moscou (1994-1997)
- HK Dinamo Moscou 2 (1997-1999)
- HK Tver (1999-2000)
- Dinamo-Energuia Iekaterinbourg (2000-2002)
- Sibir Novossibirsk(2003-2004; 2009)
- HK CSKA Moscou (2005-2008)

## Statistiques
Pour les significations des abréviations, voir Statistiques du hockey sur glace.
| Saison  | Équipe        | Ligue |    | Saison régulière | Saison régulière | Saison régulière | Saison régulière | Saison régulière |   | Séries éliminatoires | Séries éliminatoires | Séries éliminatoires | Séries éliminatoires | Séries éliminatoires |
| Saison  | Équipe        | Ligue | PJ | B                | A                | Pts              | Pun              | PJ               | B | A                    | Pts                  | Pun                  |                      |                      |
| 1978-79 | Dinamo Moscou | URSS  | 43 | 12               | 15               | 27               | 27               |                  |   |                      |                      |                      |                      |                      |
| 1979-80 | Dinamo Moscou | URSS  | 40 | 17               | 13               | 30               | 23               |                  |   |                      |                      |                      |                      |                      |
| 1980-81 | Dinamo Moscou | URSS  |    | 16               | 16               | 32               | 31               |                  |   |                      |                      |                      |                      |                      |
| 1981-82 | Dinamo Moscou | URSS  |    | 17               | 12               | 29               | 0                |                  |   |                      |                      |                      |                      |                      |
| 1982-83 | Dinamo Moscou | URSS  | 42 | 10               | 8                | 18               | 25               |                  |   |                      |                      |                      |                      |                      |
| 1983-84 | Dinamo Moscou | URSS  | 19 | 10               | 5                | 15               | 14               |                  |   |                      |                      |                      |                      |                      |
| 1984-85 | Dinamo Moscou | URSS  | 21 | 4                | 4                | 8                | 6                |                  |   |                      |                      |                      |                      |                      |